# Grönländische Fußballmeisterschaft 1991
Die Grönländische Fußballmeisterschaft 1991 war die 29. Spielzeit der Grönländischen Fußballmeisterschaft.
Meister wurde zum sechsten Mal K-33 Qaqortoq, womit der Verein zu Rekordmeister N-48 Ilulissat aufschloss.

## Teilnehmer
Folgende Mannschaften nahmen an der Meisterschaft teil. Teilnehmer der Schlussrunde sind fett.
- TAS-64 Tasiusaq
- K'ingmeĸ-45 Upernavik
- UB-83 Upernavik
- FC Malamuk Uummannaq
- UB-68 Uummannaq
- Ukaleq-55 Qaarsut
- Disko-76 Qeqertarsuaq
- G-44 Qeqertarsuaq
- I-69 Ilulissat
- N-48 Ilulissat
- CIF-70 Qasigiannguit
- Kugsak-45 Qasigiannguit
- A-51 Akunnaaq
- T-41 Aasiaat
- Ippernaq-53 Kangaatsiaq
- NBK-88 Niaqornaarsuk
- Arfeĸ-85 Attu
- S-68 Sisimiut
- SAK Sisimiut
- SAK Sisimiut II
- KT-85 Kangaamiut
- Aĸigssiaĸ Maniitsoq
- Kâgssagssuk Maniitsoq
- B-67 Nuuk
- B-67 Nuuk II
- GSS Nuuk
- NÛK
- NÛK II
- Nagtoralik Paamiut
- Pamêĸ-45 Arsuk
- N-85 Narsaq
- K-33 Qaqortoq
- E-66 Eqalugaarsuit
- Arssaĸ-50 Alluitsup Paa
- Siuteroĸ Nanortalik
- SON Nanortalik
- Eĸaluk-54 Tasiusaq
- ATA Tasiilaq
- TM-62 Kulusuk

## Modus
Nach einer nicht überlieferten Vorrunde, bei der 20 Mannschaften ausschieden, wurden die übrigen Mannschaften nach regionalen Gesichtspunkten in vier Gruppen mit drei bis sieben Mannschaften eingeteilt. Sechs Mannschaften qualifizierten sich für die Endrunde, die in zwei Dreiergruppen mit anschließender K.-o.-Runde ausgetragen wurde.

## Ergebnisse

### Vorrunde
Aus der Vorrunde ist nur bekannt, dass zwanzig Mannschaften ausschieden. Dies waren:
- TAS-64 Tasiusaq
- K'ingmeĸ-45 Upernavik
- UB-83 Upernavik
- FC Malamuk Uummannaq
- Ukaleq-55 Qaarsut
- G-44 Qeqertarsuaq
- N-48 Ilulissat
- Ippernaq-53 Kangaatsiaq
- NBK-88 Niaqornaarsuk
- Arfeĸ-85 Attu
- KT-85 Kangaamiut
- Kâgssagssuk Maniitsoq
- B-67 Nuuk II
- GSS Nuuk
- Pamêĸ-45 Arsuk
- E-66 Eqalugaarsuit
- SON Nanortalik
- Eĸaluk-54 Tasiusaq
- ATA Tasiilaq
- TM-62 Kulusuk

### Zwischenrunde

#### Gruppe A
Die Spiele fanden in Nuuk statt.
| Pl. | Verein              | Sp. | S | U | N | Tore    | Punkte |
| --- | ------------------- | --- | - | - | - | ------- | ------ |
| 1.  | B-67 Nuuk           | 4   | 2 | 1 | 1 | 007:400 | 05     |
| 2.  | Aĸigssiaĸ Maniitsoq | 4   | 1 | 3 | 0 | 009:800 | 05     |
| 3.  | NÛK II              | 4   | 1 | 2 | 1 | 008:800 | 04     |
| 4.  | Nagtoralik Paamiut  | 4   | 0 | 3 | 1 | 006:700 | 03     |
| 5.  | NÛK                 | 4   | 0 | 3 | 1 | 006:900 | 03     |

| Datum         |                    | Ergebnis |                     |
| ------------- | ------------------ | -------- | ------------------- |
| 27. Juli 1991 | NÛK                | 2:2      | NÛK II              |
| 27. Juli 1991 | B-67 Nuuk          | 2:1      | Nagtoralik Paamiut  |
| 28. Juli 1991 | Nagtoralik Paamiut | 2:2      | NÛK II              |
| 28. Juli 1991 | B-67 Nuuk          | 2:2      | Aĸigssiaĸ Maniitsoq |
| 29. Juli 1991 | NÛK                | 2:2      | Aĸigssiaĸ Maniitsoq |
| 29. Juli 1991 | B-67 Nuuk          | 0:1      | NÛK II              |
| 30. Juli 1991 | NÛK                | 2:2      | Nagtoralik Paamiut  |
| 30. Juli 1991 | NÛK II             | 3:4      | Aĸigssiaĸ Maniitsoq |
| 31. Juli 1991 | Nagtoralik Paamiut | 1:1      | Aĸigssiaĸ Maniitsoq |
| 31. Juli 1991 | B-67 Nuuk          | 3:0      | NÛK                 |

#### Gruppe B
| Pl. | Verein                  | Sp. | S | U | N | Tore    | Punkte |
| --- | ----------------------- | --- | - | - | - | ------- | ------ |
| 1.  | I-69 Ilulissat          | 6   | 5 | 0 | 1 | 020:900 | 10     |
| 2.  | T-41 Aasiaat            | 6   | 5 | 0 | 1 | 016:500 | 10     |
| 3.  | Disko-76 Qeqertarsuaq   | 6   | 4 | 0 | 2 | 016:500 | 08     |
| 4.  | Kugsak-45 Qasigiannguit | 6   | 3 | 0 | 3 | 013:800 | 06     |
| 5.  | UB-68 Uummannaq         | 6   | 3 | 0 | 3 | 016:130 | 06     |
| 6.  | CIF-70 Qasigiannguit    | 6   | 1 | 0 | 5 | 003:240 | 02     |
| 7.  | A-51 Akunnaaq           | 6   | 0 | 0 | 6 | 007:270 | 0      |

|                         | Ergebnis |                         | Ort     |
| ----------------------- | -------- | ----------------------- | ------- |
| I-69 Ilulissat          | 4:3      | A-51 Akunnaaq           | Aasiaat |
| Kugsak-45 Qasigiannguit | 2:1      | Disko-76 Qeqertarsuaq   | Aasiaat |
| UB-68 Uummannaq         | 1:2      | T-41 Aasiaat            | Aasiaat |
| I-69 Ilulissat          | 7:0      | CIF-70 Qasigiannguit    | Aasiaat |
| Kugsak-45 Qasigiannguit | 7:0      | A-51 Akunnaaq           | Aasiaat |
| Disko-76 Qeqertarsuaq   | 5:1      | UB-68 Uummannaq         | Aasiaat |
| I-69 Ilulissat          | 3:2      | T-41 Aasiaat            | Aasiaat |
| A-51 Akunnaaq           | 0:2      | CIF-70 Qasigiannguit    | Aasiaat |
| Kugsak-45 Qasigiannguit | 0:3      | UB-68 Uummannaq         | Aasiaat |
| I-69 Ilulissat          | 0:2      | Disko-76 Qeqertarsuaq   | Aasiaat |
| A-51 Akunnaaq           | 0:4      | T-41 Aasiaat            | Aasiaat |
| Kugsak-45 Qasigiannguit | 3:0      | CIF-70 Qasigiannguit    | Aasiaat |
| T-41 Aasiaat            | 1:0      | Disko-76 Qeqertarsuaq   | Aasiaat |
| CIF-70 Qasigiannguit    | 0:3      | UB-68 Uummannaq         | Aasiaat |
| I-69 Ilulissat          | 3:1      | Kugsak-45 Qasigiannguit | Aasiaat |
| UB-68 Uummannaq         | 7:3      | A-51 Akunnaaq           | Aasiaat |
| Kugsak-45 Qasigiannguit | 0:1      | T-41 Aasiaat            | Aasiaat |
| Disko-76 Qeqertarsuaq   | 5:0      | CIF-70 Qasigiannguit    | Aasiaat |
| I-69 Ilulissat          | 3:1      | UB-68 Uummannaq         | Aasiaat |
| T-41 Aasiaat            | 6:1      | CIF-70 Qasigiannguit    | Aasiaat |
| Disko-76 Qeqertarsuaq   | 3:1      | A-51 Akunnaaq           | Aasiaat |

#### Gruppe C
| Pl. | Verein          | Sp. | S | U | N | Tore    | Punkte |
| --- | --------------- | --- | - | - | - | ------- | ------ |
| 1.  | SAK Sisimiut    | 4   | 2 | 2 | 0 | 015:300 | 06     |
| 2.  | S-68 Sisimiut   | 4   | 2 | 2 | 0 | 015:400 | 06     |
| 3.  | SAK Sisimiut II | 4   | 0 | 0 | 4 | 003:260 | 0      |

|                 | Ergebnis |                 | Ort      |
| --------------- | -------- | --------------- | -------- |
| SAK Sisimiut    | 3:1      | SAK Sisimiut II | Sisimiut |
| S-68 Sisimiut   | 0:0      | SAK Sisimiut    | Sisimiut |
| S-68 Sisimiut   | 9:1      | SAK Sisimiut II | Sisimiut |
| SAK Sisimiut    | 2:2      | S-68 Sisimiut   | Sisimiut |
| SAK Sisimiut II | 0:10     | SAK Sisimiut    | Sisimiut |
| SAK Sisimiut II | 1:4      | S-68 Sisimiut   | Sisimiut |

#### Gruppe D
| Pl. | Verein                  | Sp. | S | U | N | Tore    | Punkte |
| --- | ----------------------- | --- | - | - | - | ------- | ------ |
| 1.  | K-33 Qaqortoq           | 3   | 3 | 0 | 0 | 021:100 | 06     |
| 2.  | Siuteroĸ Nanortalik     | 3   | 1 | 1 | 1 | 008:150 | 03     |
| 3.  | Arssaĸ-50 Alluitsup Paa | 3   | 1 | 1 | 1 | 003:110 | 03     |
| 4.  | N-85 Narsaq             | 3   | 0 | 0 | 3 | 007:120 | 0      |

|                         | Ergebnis |                         | Ort      |
| ----------------------- | -------- | ----------------------- | -------- |
| K-33 Qaqortoq           | 9:0      | Arssaĸ-50 Alluitsup Paa | Qaqortoq |
| Siuteroĸ Nanortalik     | 7:5      | N-84 Narsaq             | Qaqortoq |
| K-33 Qaqortoq           | 9:0      | Siuteroĸ Nanortalik     | Qaqortoq |
| Arssaĸ-50 Alluitsup Paa | 2:1      | N-85 Narsaq             | Qaqortoq |
| Arssaĸ-50 Alluitsup Paa | 1:1      | Siuteroĸ Nanortalik     | Qaqortoq |
| K-33 Qaqortoq           | 3:1      | N-85 Narsaq             | Qaqortoq |

### Schlussrunde

#### Vorrunde
Die Spiele fanden in Sisimiut statt.
Gruppe A
| Pl. | Verein         | Sp. | S | U | N | Tore    | Punkte |
| --- | -------------- | --- | - | - | - | ------- | ------ |
| 1.  | K-33 Qaqortoq  | 2   | 1 | 1 | 0 | 005:300 | 03     |
| 2.  | T-41 Aasiaat   | 2   | 1 | 1 | 0 | 003:200 | 03     |
| 3.  | I-69 Ilulissat | 2   | 0 | 0 | 2 | 005:800 | 0      |

| Datum           |                | Ergebnis  |                |
| --------------- | -------------- | --------- | -------------- |
| 26. August 1991 | T-41 Aasiaat   | 3:2 (0:0) | I-69 Ilulissat |
| 27. August 1991 | T-41 Aasiaat   | 0:0       | K-33 Qaqortoq  |
| 28. August 1991 | I-69 Ilulissat | 3:5 (2:3) | K-33 Qaqortoq  |

Gruppe B
| Pl. | Verein              | Sp. | S | U | N | Tore    | Punkte |
| --- | ------------------- | --- | - | - | - | ------- | ------ |
| 1.  | Aĸigssiaĸ Maniitsoq | 2   | 1 | 1 | 0 | 004:200 | 03     |
| 2.  | B-67 Nuuk           | 2   | 1 | 0 | 1 | 003:300 | 02     |
| 3.  | SAK Sisimiut        | 2   | 0 | 1 | 1 | 003:500 | 01     |

| Datum           |              | Ergebnis  |                     |
| --------------- | ------------ | --------- | ------------------- |
| 26. August 1991 | SAK Sisimiut | 2:2 (1:2) | Aĸigssiaĸ Maniitsoq |
| 27. August 1991 | SAK Sisimiut | 1:3 (0:2) | B-67 Nuuk           |
| 28. August 1991 | B-67 Nuuk    | 0:2 (0:2) | Aĸigssiaĸ Maniitsoq |

#### Platzierungsspiele
Halbfinale
| Datum       |                     | Ergebnis  |              | Ort      |
| ----------- | ------------------- | --------- | ------------ | -------- |
| August 1991 | Aĸigssiaĸ Maniitsoq | 4:1 (2:0) | T-41 Aasiaat | Sisimiut |
| August 1991 | K-33 Qaqortoq       | 3:0 (1:0) | B-67 Nuuk    | Sisimiut |

Spiel um Platz 5
| Datum       |              | Ergebnis  |                | Ort      |
| ----------- | ------------ | --------- | -------------- | -------- |
| August 1991 | SAK Sisimiut | 2:1 (1:0) | I-69 Ilulissat | Sisimiut |

Spiel um Platz 3
| Datum       |              | Ergebnis  |           | Ort      |
| ----------- | ------------ | --------- | --------- | -------- |
| August 1991 | T-41 Aasiaat | 3:0 (1:0) | B-67 Nuuk | Sisimiut |

Finale
| Datum           |               | Ergebnis  |                     | Ort      |
| --------------- | ------------- | --------- | ------------------- | -------- |
| 31. August 1991 | K-33 Qaqortoq | 2:1 (2:1) | Aĸigssiaĸ Maniitsoq | Sisimiut |